# جونيتشي واتاناب
جونيتشي واتاناب (باليابانية: 渡辺 淳一) (20 مايو 1973 في طوكيو في اليابان – )؛ هو لاعب كرة قدم ياباني سابق كان يلعب كلاعب وسط.

## وصلات خارجية
- جونيتشي واتاناب على موقع رابطة كرة القدم اليابانية للمحترفين (اليابانية)
- جونيتشي واتاناب على موقع قاعدة بيانات كرة القدم.إي يو (الإنجليزية)
- جونيتشي واتاناب على موقع عالم كرة القدم.نت (الإنجليزية)